# Mike Daniels
Mike Daniels (Stanmore, 23 april 1928 - 18 oktober 2016) was een Britse dixieland-trompettist en bandleider. Hij begon in 1948 de groep The Delta Jazzmen, waarmee hij actief was tot het begin van de jaren zestig. Halverwege dat decennium vertrok hij naar Spanje. In 1985 beleefde de groep een tweede leven, tot de vroege jaren negentig. Hierna leidde hij een soortgelijke groep, dat zangeres Pam Heagren begeleidde op een editie van het Weymouth Jazz Festival. 'Sidemen' van Daniels waren onder meer Keith Nichols and John Chilton.

## Discografie (selectie)
- Together Again (Lake Records, 1999)